# Wilzenbergturm
Der Wilzenbergturm bei Grafschaft im nordrhein-westfälischen Hochsauerlandkreis ist ein 1889 errichteter, 17 Meter hoher denkmalgeschützter Aussichtsturm in Stahlfachwerkbauweise auf dem Wilzenberg. Der Turm, der zu den ältesten eisernen Aussichtstürmen gehört, verfügt über zwei Plattformen und fällt durch seine unkonventionelle Bauweise mit sechseckigem Grundriss auf.

## Geographische Lage
Der Wilzenbergturm steht im Rothaargebirge auf dem 658,3 m ü. NHN hohen Wilzenberg in der Gemarkung des Schmallenberger Ortsteils Oberkirchen. Er befindet sich rund 1 km (Luftlinie) nordnordöstlich der Dorfkirche des Schmallenberger Ortsteils Grafschaft und ist von dort oder vom nordöstlich gelegenen Schmallenberger Ortsteil Winkhausen kommend auf Waldwegen und -pfaden zu erreichen. Auf topographischen Karten ist nahe dem Turm ein trigonometrischer Punkt auf 655,4 m Höhe verzeichnet.

## Geschichte
Nach 1880 entstand die Idee zum Bau des Turmes. Unter großen Engagement des Oberkirchener Fabrikant Otto Schütte entwickelte sich daraus ein Plan. 1883 kam es zu Gründung eines Turmkomitees. Man plante einen 15 m hohen Aussichtsturm aus Eisen zu errichten. Otto Schütte erklärte sich bereit, die nötige Holzkohle aus seiner Fabrik zur Verfügung zu stellen. Die Spendengelder flossen jedoch nur spärlich, so dass der Sauerländische Gebirgsverein einen Teilbetrag spendete. Aufgrund finanzieller Schwierigkeiten wurde der Turm 1889 zunächst nur bis zu einer Höhe von 10 m errichtet.
Als er im Rahmen seines hundertjährigen Bestehens im Jahre 1989 renoviert werden sollte, wurde der Turm auf die heutigen 17 m Höhe aufgestockt. Am 12. Mai 1990 wurde der neue Turm offiziell eingeweiht. Der in Stahlbauweise errichtete Wilzenbergturm hat einen sechseckigen Grundriss und zählt zu den ältesten eisernen Aussichtstürmen. Eine Wendeltreppe führt zu zwei Plattformen auf 8,9 m und 15,9 m Turmhöhe, von denen die obere über die umgebenden Baumkronen hinweg einen beinahe vollständigen Rundumblick bietet.

## Aussichtsmöglichkeit
Von der oberen Aussichtsplattform des Wilzenbergturms fällt der Blick nicht nur in das Rothaargebirge und hinab nach Schmallenberg, sondern auch hinüber zu den Saalhauser Bergen und zum Lennegebirge.